# Cầm đồ
Cầm đồ (hoặc cầm cố) là một giải pháp tài chính có hợp đồng và có kỳ hạn, qua việc thế chấp tài sản phi tiền mặt (vàng, trang sức quý và các vật dụng gia đình có giá trị khác) để nhận tiền mặt. Quyền sở hữu hợp pháp đối với tài sản đó vẫn thuộc người đi cầm đồ. Đến kỳ hạn, người đi cầm đồ phải trả cho chủ nợ đủ vốn và lãi thì được thu hồi đồ vật của mình. Cầm đồ là hình thức đơn giản của việc vay thế chấp. Ngoài ra, cầm đồ còn là một giải pháp chứng minh tài chính thay cho tiền mặt. Sau thời hạn ấn định sẵn mà khách hàng không đến chuộc đồ thì đồ cầm cố thuộc về chủ tiệm.